# Lista de primeiras-damas do estado de São Paulo
Esta é a lista que reúne as primeiras-damas do estado de São Paulo.
O termo é usado pela esposa do governador de São Paulo quando este está exercendo os plenos direitos do cargo. Em uma ocasião especial, o título pode ser aplicado a mulheres que não são esposas, quando o governador é solteiro ou viúvo. A atual primeira-dama é Cristiane Freitas, esposa do 64.º governador paulista Tarcísio de Freitas.
Até o presente momento, onze ex-primeiras-damas estão vivas: Luciana Garcia, esposa de Rodrigo Garcia; Bia Doria, esposa de João Doria; Lúcia França, esposa de Márcio França; Lu Alckmin, esposa de Geraldo Alckmin; Deuzeni Goldman, viúva de Alberto Goldman; Mónica Serra, divorciada de José Serra; Renéa Lembo, viúva de Cláudio Lembo; Ika Fleury, viúva de Fleury Filho; Alaíde Quércia, viúva de Orestes Quércia; Neusa Marin, esposa de José Maria Marin; Sylvia Maluf, esposa de Paulo Maluf.
A mais recente ex-primeira-dama a falecer foi Lila Covas, em 22 de março de 2020, aos 87 anos.

## Primeiras-damas do estado de São Paulo –Brasil República(1889 – atualmente)

### Primeira República (1889–1930)
| Nº                            | Imagem                        | Primeira-dama                           | Início do mandato       | Fim do mandato          | Governador                       | Notas e Referências                                                      |
| ----------------------------- | ----------------------------- | --------------------------------------- | ----------------------- | ----------------------- | -------------------------------- | ------------------------------------------------------------------------ |
| 1                             |                               | Adelaide de Morais Barros               | 14 de dezembro de 1889  | 18 de outubro de 1890   | Prudente de Morais               |                                                                          |
| 2                             |                               | Ana de Queirós Teles                    | 18 de outubro de 1890   | 7 de março de 1891      | Jorge Tibiriçá                   |                                                                          |
| 3                             |                               | Marcellina Lopes Chaves de Mello        | 7 de março de 1891      | 15 de dezembro de 1891  | Américo Brasiliense              |                                                                          |
| 4                             |                               | Carolina Roza Castelo Branco            | 15 de dezembro de 1891  | 15 de dezembro de 1891  | Sérgio Tertuliano Castelo Branco |                                                                          |
| 5                             |                               | Maria do Carmo Sales                    | 16 de dezembro de 1891  | 23 de agosto de 1892    | Cerqueira César                  |                                                                          |
| 6                             |                               | Francisca de Barros Duarte de Campos    | 23 de agosto de 1892    | 15 de abril de 1896     | Bernardino de Campos             |                                                                          |
| 7                             |                               | Ambrosina Pinto Nunes Gomide            | 15 de abril de 1896     | 1 de maio de 1896       | Peixoto Gomide                   |                                                                          |
| 8                             |                               | Anna Gabriela de Campos Salles          | 1 de maio de 1896       | 31 de outubro de 1897   | Campos Salles                    |                                                                          |
| 9                             |                               | Ambrosina Pinto Nunes Gomide            | 31 de outubro de 1897   | 10 de novembro de 1898  | Peixoto Gomide                   |                                                                          |
| 10                            |                               | Olímpia Santana Prestes                 | 10 de novembro de 1898  | 1 de maio de 1900       | Fernando Prestes de Albuquerque  |                                                                          |
| Vago; o governador era viúvo. | Vago; o governador era viúvo. | Vago; o governador era viúvo.           | 1 de maio de 1900       | 13 de fevereiro de 1902 | Rodrigues Alves                  |                                                                          |
| 11                            |                               | Carolina de Sousa Queirós               | 13 de fevereiro de 1902 | 3 de julho de 1902      | Domingos de Morais               | Segunda-dama que assumiu a função de primeira-dama com a posse do marido |
| 12                            |                               | Francisca de Barros Duarte de Campos    | 3 de julho de 1902      | 1 de maio de 1904       | Bernardino de Campos             |                                                                          |
| 13                            |                               | Ana de Queirós Teles                    | 1 de maio de 1904       | 1 de maio de 1908       | Jorge Tibiriçá                   |                                                                          |
| 14                            |                               | Helena de Sousa Queirós                 | 1 de maio de 1908       | 1 de maio de 1912       | Albuquerque Lins                 |                                                                          |
| Vago; o governador era viúvo. | Vago; o governador era viúvo. | Vago; o governador era viúvo.           | 1 de maio de 1912       | 1 de maio de 1916       | Rodrigues Alves                  |                                                                          |
| Vago; o governador era viúvo. | Vago; o governador era viúvo. | Vago; o governador era viúvo.           | 1 de maio de 1916       | 1919                    | Altino Arantes                   |                                                                          |
| 15                            |                               | Maria Gabriela da Cunha Diniz Junqueira | 1919                    | 1 de maio de 1920       | Altino Arantes                   |                                                                          |
| 16                            |                               | Sophia Pereira de Sousa                 | 1 de maio de 1920       | 1 de maio de 1924       | Washington Luís                  |                                                                          |
| 17                            |                               | Maria Lidia de Sousa                    | 1 de maio de 1924       | 27 de abril de 1927     | Carlos de Campos                 |                                                                          |
| 18                            |                               | Maria Risoleta de Oliveira Marcondes    | 27 de abril de 1927     | 14 de julho de 1927     | Antonio Dino da Costa Bueno      |                                                                          |
| 19                            |                               | Alice Prestes                           | 14 de julho de 1927     | 21 de maio de 1930      | Júlio Prestes                    |                                                                          |
| 20                            |                               | Evelina de Queirós Teles Penteado       | 21 de maio de 1930      | 24 de outubro de 1930   | Heitor Penteado                  |                                                                          |

### Segunda República (1930–1937)
| Nº                               | Imagem                           | Primeira-dama                       | Início do mandato      | Fim do mandato         | Governador                        | Notas e Referências |
| -------------------------------- | -------------------------------- | ----------------------------------- | ---------------------- | ---------------------- | --------------------------------- | ------------------- |
| 21                               |                                  | Clarinda de Moura                   | 24 de outubro de 1930  | 28 de outubro de 1930  | Hastimphilo de Moura              |                     |
| 22                               |                                  | Amélia Perez Whitaker               | 28 de outubro de 1930  | 4 de novembro de 1930  | José Maria Whitaker               |                     |
| 23                               |                                  | Celina Pacheco Barreto              | 4 de novembro de 1930  | 25 de novembro de 1930 | Plínio Barreto                    |                     |
| 24                               |                                  | Cândida Fortes Lins de Barros       | 25 de novembro de 1930 | 25 de julho de 1931    | João Alberto Lins de Barros       |                     |
| 25                               |                                  | Noêmia Marques de Almeida           | 25 de julho de 1931    | 13 de novembro de 1931 | Laudo Ferreira de Camargo         |                     |
| 26                               |                                  | Clotilde Montenegro Cordeiro Rabelo | 13 de novembro de 1931 | 7 de março de 1932     | Manuel Rabelo                     |                     |
| 27                               |                                  | Francisca Barbosa da Gama Cerqueira | 7 de março de 1932     | 2 de outubro de 1932   | Pedro Manuel de Toledo            |                     |
| 28                               |                                  | Inah Guerra de Carvalho e Silva     | 2 de outubro de 1932   | 6 de outubro de 1932   | Herculano de Carvalho e Silva     |                     |
| 29                               |                                  | Edite Lima                          | 6 de outubro de 1932   | 27 de julho de 1933    | Waldomiro Castilho de Lima        |                     |
| 30                               |                                  | Odete Pereira de Cerqueira Daltro   | 27 de julho de 1933    | 21 de agosto de 1933   | Manuel de Cerqueira Daltro Filho  |                     |
| 31                               |                                  | Rachel Cerqueira César Mesquita     | 21 de agosto de 1933   | 29 de dezembro de 1936 | Armando de Sales Oliveira         |                     |
| Vago; o governador era solteiro. | Vago; o governador era solteiro. | Vago; o governador era solteiro.    | 29 de dezembro de 1936 | 5 de janeiro de 1937   | Henrique Smith Bayma              |                     |
| 32                               |                                  | Celina Cardoso de Melo              | 5 de janeiro de 1937   | 10 de novembro de 1937 | José Joaquim Cardoso de Melo Neto |                     |

### Terceira República (1937–1945)
| Nº | Imagem | Primeira-dama            | Início do mandato      | Fim do mandato        | Governador                        | Notas e Referências |
| -- | ------ | ------------------------ | ---------------------- | --------------------- | --------------------------------- | ------------------- |
| 32 |        | Celina Cardoso de Melo   | 10 de novembro de 1937 | 25 de abril de 1938   | José Joaquim Cardoso de Melo Neto |                     |
| 33 |        | Nina Ellery da Silva     | 25 de abril de 1938    | 27 de abril de 1938   | Francisco José da Silva Júnior    |                     |
| 34 |        | Leonor de Barros         | 27 de abril de 1938    | 4 de junho de 1941    | Ademar de Barros                  |                     |
| 35 |        | Anita Costa              | 4 de junho de 1941     | 27 de outubro de 1945 | Fernando de Sousa Costa           |                     |
| 36 |        | Zenaide Nogueira de Lima | 27 de outubro de 1945  | 7 de novembro de 1945 | Sebastião Nogueira de Lima        |                     |

### Quarta República (1945–1964)
| Nº | Imagem | Primeira-dama               | Início do mandato     | Fim do mandato        | Governador                   | Notas e Referências |
| -- | ------ | --------------------------- | --------------------- | --------------------- | ---------------------------- | ------------------- |
| 37 |        | Matilde Melchert da Fonseca | 7 de novembro de 1945 | 14 de março de 1947   | José Carlos de Macedo Soares |                     |
| 38 |        | Leonor de Barros            | 14 de março de 1947   | 31 de janeiro de 1951 | Ademar de Barros             |                     |
| 39 |        | Maria Carmelita Garcez      | 31 de janeiro de 1951 | 31 de janeiro de 1955 | Lucas Nogueira Garcez        |                     |
| 40 |        | Eloá Quadros                | 31 de janeiro de 1955 | 31 de janeiro de 1959 | Jânio Quadros                |                     |
| 41 |        | Iolanda Carvalho Pinto      | 31 de janeiro de 1959 | 31 de janeiro de 1963 | Carvalho Pinto               |                     |
| 42 |        | Leonor de Barros            | 31 de janeiro de 1963 | 1 de abril de 1964    | Ademar de Barros             |                     |

### Quinta República (1964–1985)
| Nº | Imagem | Primeira-dama                 | Início do mandato     | Fim do mandato        | Governador           | Notas e Referências                                                      |
| -- | ------ | ----------------------------- | --------------------- | --------------------- | -------------------- | ------------------------------------------------------------------------ |
| 42 |        | Leonor de Barros              | 1 de abril de 1964    | 6 de junho de 1966    | Ademar de Barros     |                                                                          |
| 43 |        | Maria Zilda Natel             | 6 de junho de 1966    | 31 de janeiro de 1967 | Laudo Natel          | Segunda-dama que assumiu a função de primeira-dama com a posse do marido |
| 44 |        | Maria do Carmo de Abreu Sodré | 31 de janeiro de 1967 | 15 de março de 1971   | Abreu Sodré          |                                                                          |
| 45 |        | Maria Zilda Natel             | 15 de março de 1971   | 15 de março de 1975   | Laudo Natel          |                                                                          |
| 46 |        | Lila Byington Egydio Martins  | 15 de março de 1975   | 15 de março de 1979   | Paulo Egydio Martins | [ 5 ]                                                                    |
| 47 |        | Sylvia Maluf                  | 15 de março de 1979   | 14 de maio de 1982    | Paulo Maluf          | [ 6 ]                                                                    |
| 48 |        | Neusa Marin                   | 14 de maio de 1982    | 15 de março de 1983   | José Maria Marin     | Segunda-dama que assumiu a função de primeira-dama com a posse do marido |
| 49 |        | Lucy Montoro                  | 15 de março de 1983   | 15 de março de 1985   | Franco Montoro       | [ 8 ]                                                                    |

### Sexta República (1985–presente)
| Nº | Imagem | Primeira-dama     | Início do mandato    | Fim do mandato       | Governador                | Notas e Referências                                                      |
| -- | ------ | ----------------- | -------------------- | -------------------- | ------------------------- | ------------------------------------------------------------------------ |
| 49 |        | Lucy Montoro      | 15 de março de 1985  | 15 de março de 1987  | Franco Montoro            | [ 8 ]                                                                    |
| 50 |        | Alaíde Quércia    | 15 de março de 1987  | 15 de março de 1991  | Orestes Quércia           | [ 9 ]                                                                    |
| 51 |        | Ika Fleury        | 15 de março de 1991  | 1 de janeiro de 1995 | Luiz Antônio Fleury Filho | [ 10 ]                                                                   |
| 52 |        | Lila Covas        | 1 de janeiro de 1995 | 6 de março de 2001   | Mário Covas               | [ 11 ]                                                                   |
| 53 |        | Lu Alckmin        | 6 de março de 2001   | 31 de março de 2006  | Geraldo Alckmin           | Segunda-dama que assumiu a função de primeira-dama com a posse do marido |
| 54 |        | Renéa Lembo       | 31 de março de 2006  | 1 de janeiro de 2007 | Cláudio Lembo             | Segunda-dama que assumiu a função de primeira-dama com a posse do marido |
| 55 |        | Mónica Serra      | 1 de janeiro de 2007 | 2 de abril de 2010   | José Serra                | [ 14 ]                                                                   |
| 56 |        | Deuzeni Goldman   | 2 de abril de 2010   | 1 de janeiro de 2011 | Alberto Goldman           | Segunda-dama que assumiu a função de primeira-dama com a posse do marido |
| 57 |        | Lu Alckmin        | 1 de janeiro de 2011 | 6 de abril de 2018   | Geraldo Alckmin           | [ 12 ]                                                                   |
| 58 |        | Lúcia França      | 6 de abril de 2018   | 1 de janeiro de 2019 | Márcio França             | Segunda-dama que assumiu a função de primeira-dama com a posse do marido |
| 59 |        | Bia Doria         | 1 de janeiro de 2019 | 1 de abril de 2022   | João Doria                | [ 17 ]                                                                   |
| 60 |        | Luciana Garcia    | 1 de abril de 2022   | 1 de janeiro de 2023 | Rodrigo Garcia            | Segunda-dama que assumiu a função de primeira-dama com a posse do marido |
| 61 |        | Cristiane Freitas | 1 de janeiro de 2023 | até a atualidade     | Tarcísio de Freitas       | [ 3 ]                                                                    |